# گردشگری در یمن
گردشگری در یمن به صنعت توریسم در این کشور اشاره دارد. به‌طور سنتی، یمن سده‌ها کانون گردشگری بوده‌است زیرا در میانه راه بازرگانی خاورمیانه و شاخ آفریقا جای دارد.
گردشگری نقش بنیادین این سرزمین را در بازرگانی جهانی ایفا کرد و تا سده بیستم همچنان ادامه داشته‌است.
پس از آن، از زمان بحران یمن در سال ۲۰۱۱، کاهش چشمگیر گردشگری رخ داده‌است. افزایش تندروی، ترس در گردشگران خارجی احتمالی به یمن را در پی داشت.
یمن دارای چهار میراث جهانی است، به برخی از جاها حمله شده‌است از جمله شهر تاریخی قدیمی صنعا. یونسکو در سال ۲۰۱۵ برنامه خود را برای نگاهبانی از میراث جهانی یمن اعلام کرد.

## سفارش‌هایی برای سفر
کشورهای گوناگون به آندسته از شهروندانشان که به یمن سفر می‌کنند سفارشهایی داشته‌اند. این سفارشها معمولاً دربردارنده مسائلِ دربارهٔ ایمنی و امنیت، تروریسم، قوانین و آداب و رسوم محلی و شرایط ورود است.
سفارش‌های انگلستان به گردشگران می‌گوید باید آداب و رسوم اسلامی بومی را ارج بنهید. همچنین سفارش می‌کند پوشش‌های معمولی به تن کنند و از نوشیدن الکل در مکان‌های همگانی خودداری کنند
بریتانیا همچنین دربارهٔ یورشهای تروریستی احتمالی در اماکن گردشگری یا ربوده شدن خارجی‌ها، از سوی گروه‌های شبه‌نظامی هشدار می‌دهد.
بیشتر کشورهای جهان به شهروندان خود دربارهٔ وضعیت کنونی یمن سفارش کرده‌اند تا هنگامی که مسائل مربوط به تروریسم به درستی حل یا مدیریت نشوند، از سفر به این کشور به ویژه در ماه رمضان خودداری کنند.
با این حال، برخی از کشورها، مانند فیلیپین، تایوان و ژاپن، نیز اشاره کرده‌اند که هنگامی که تروریسم به درستی مدیریت شود، می‌توان بی درنگ مشارکت گردشگری را به یمن پیشنهاد کرد.
امارات متهم به بردن گردشگران خارجی بدون مجوز دولت یمن به جزیره سقطرا است. اکه ین تلاشی برای دست درازی به حاکمیت یمن شمرده می‌شود.

## نگارخانه

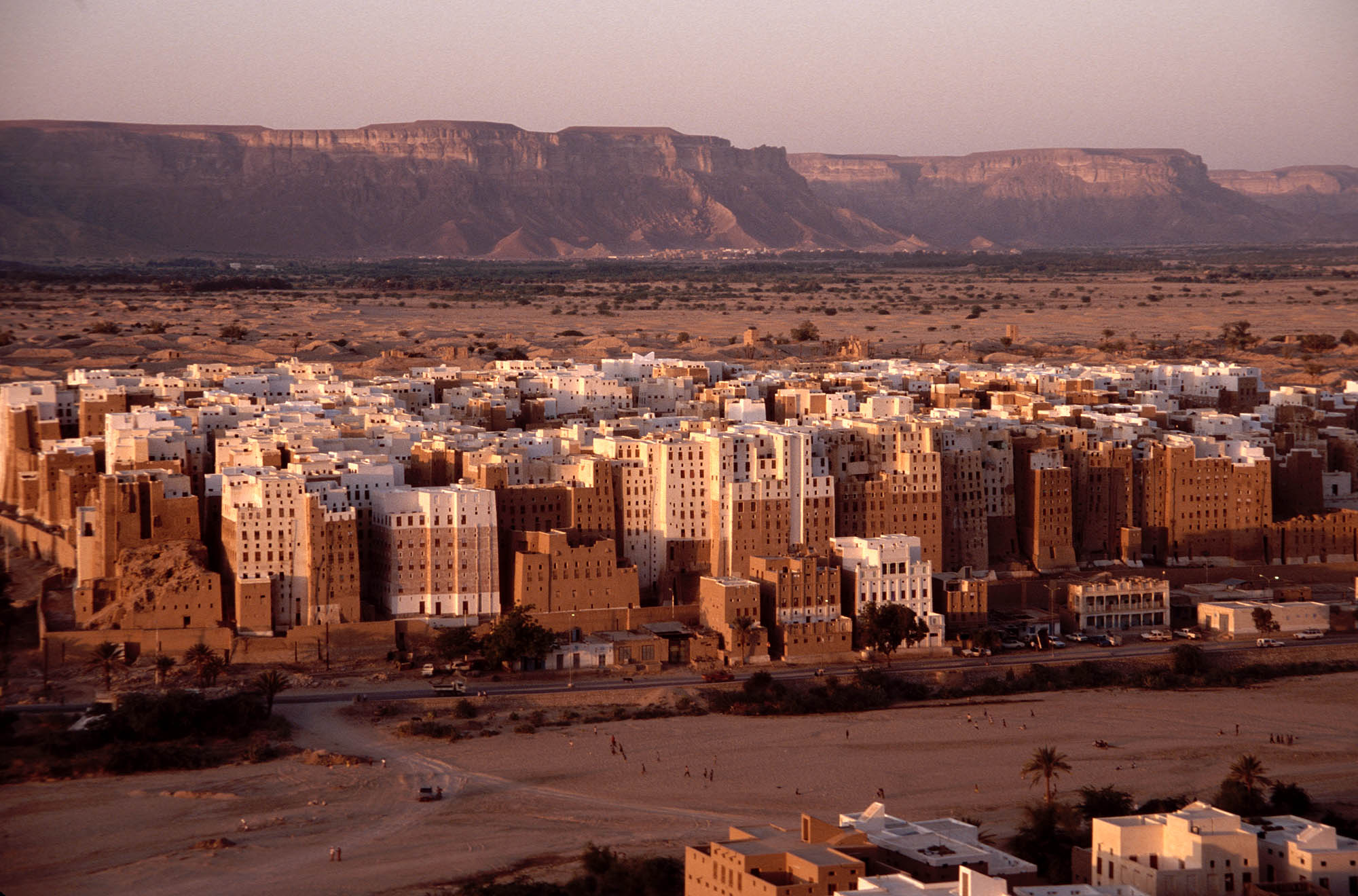
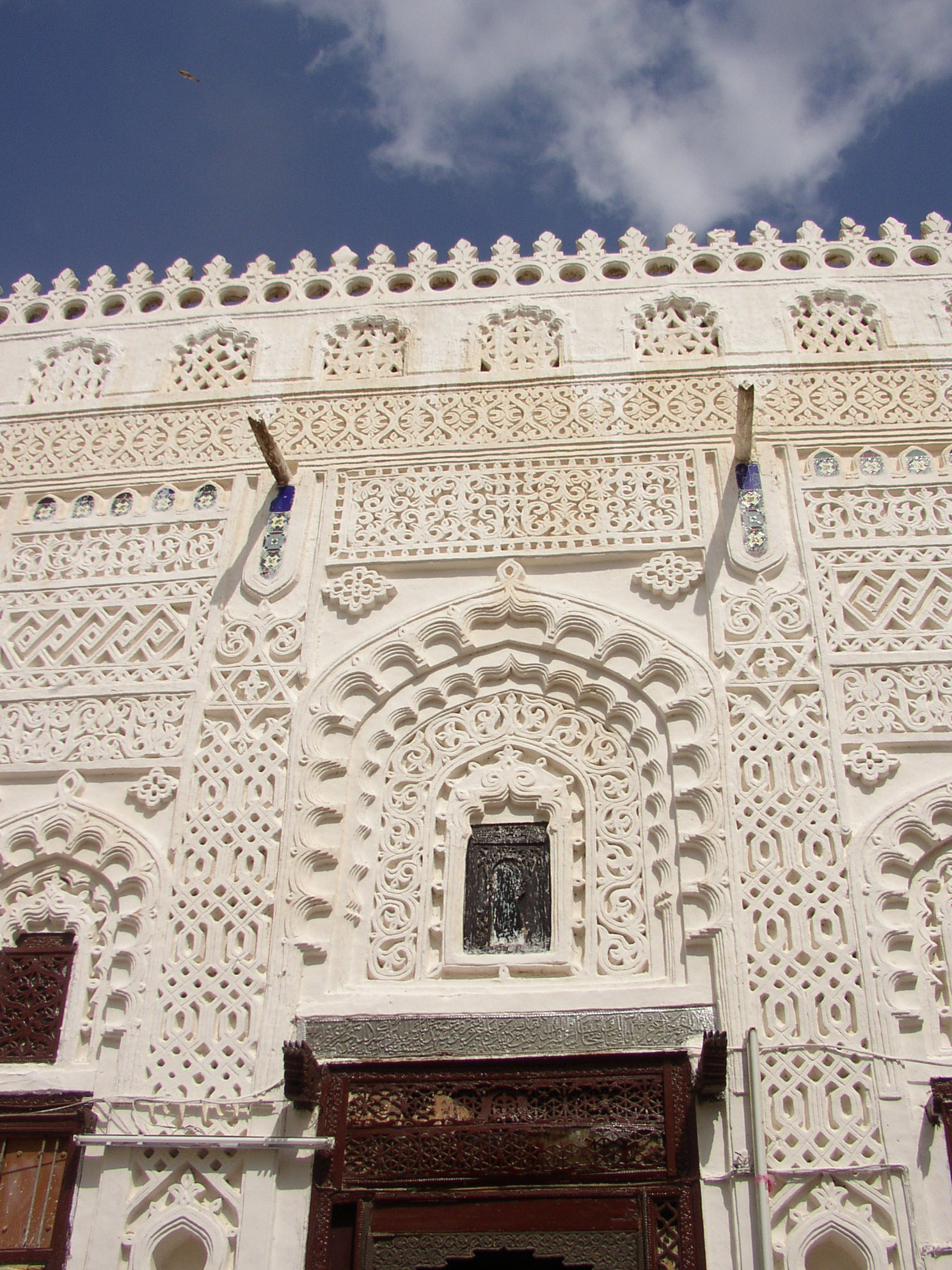
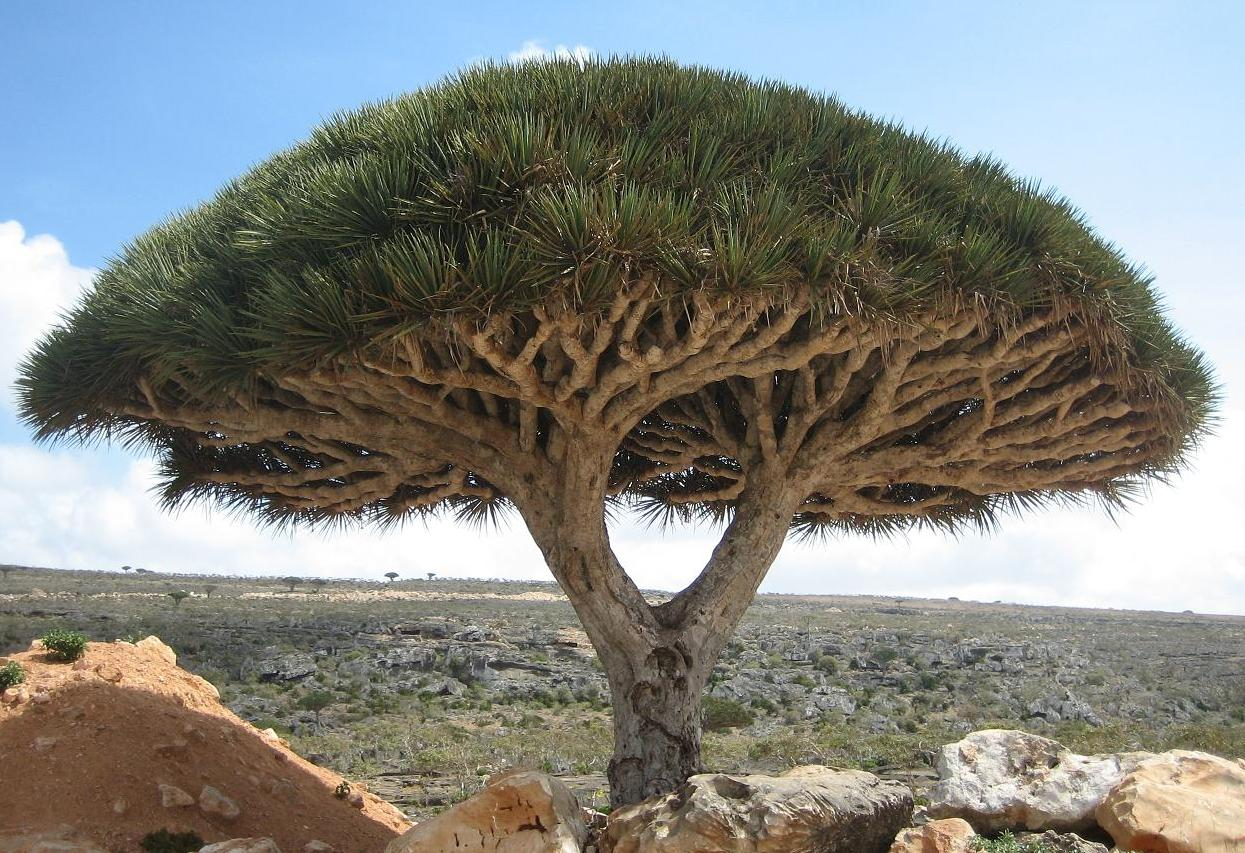
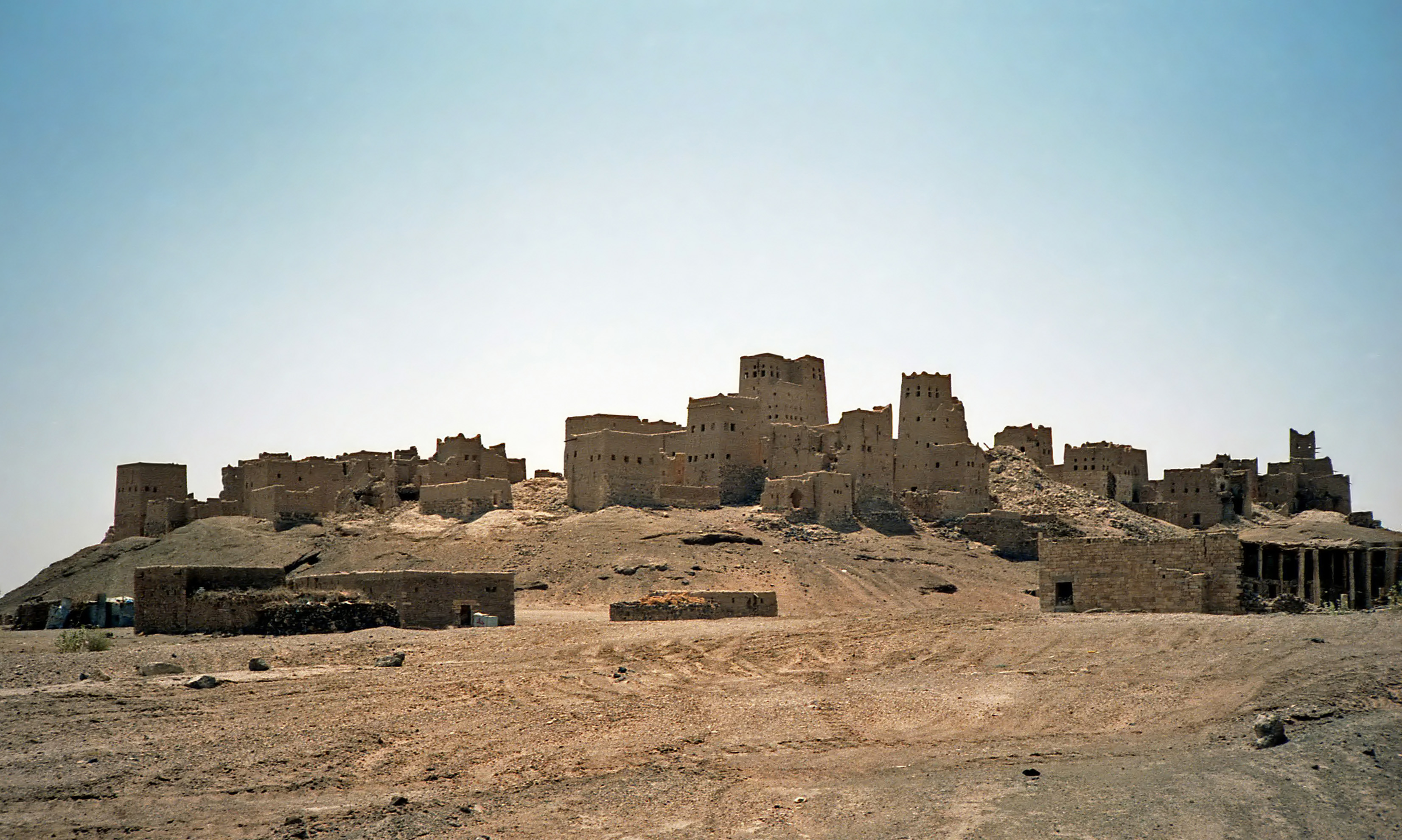
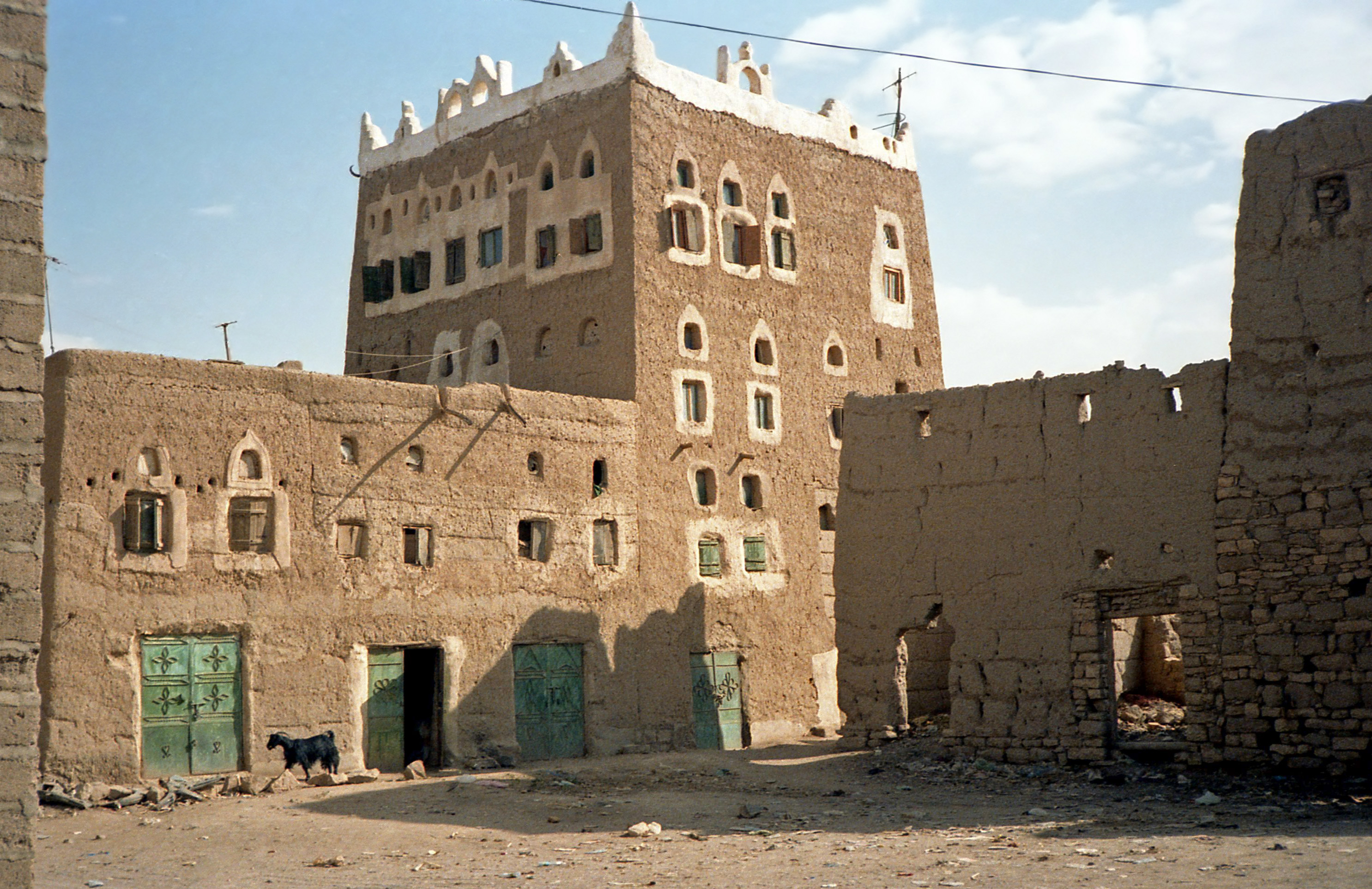
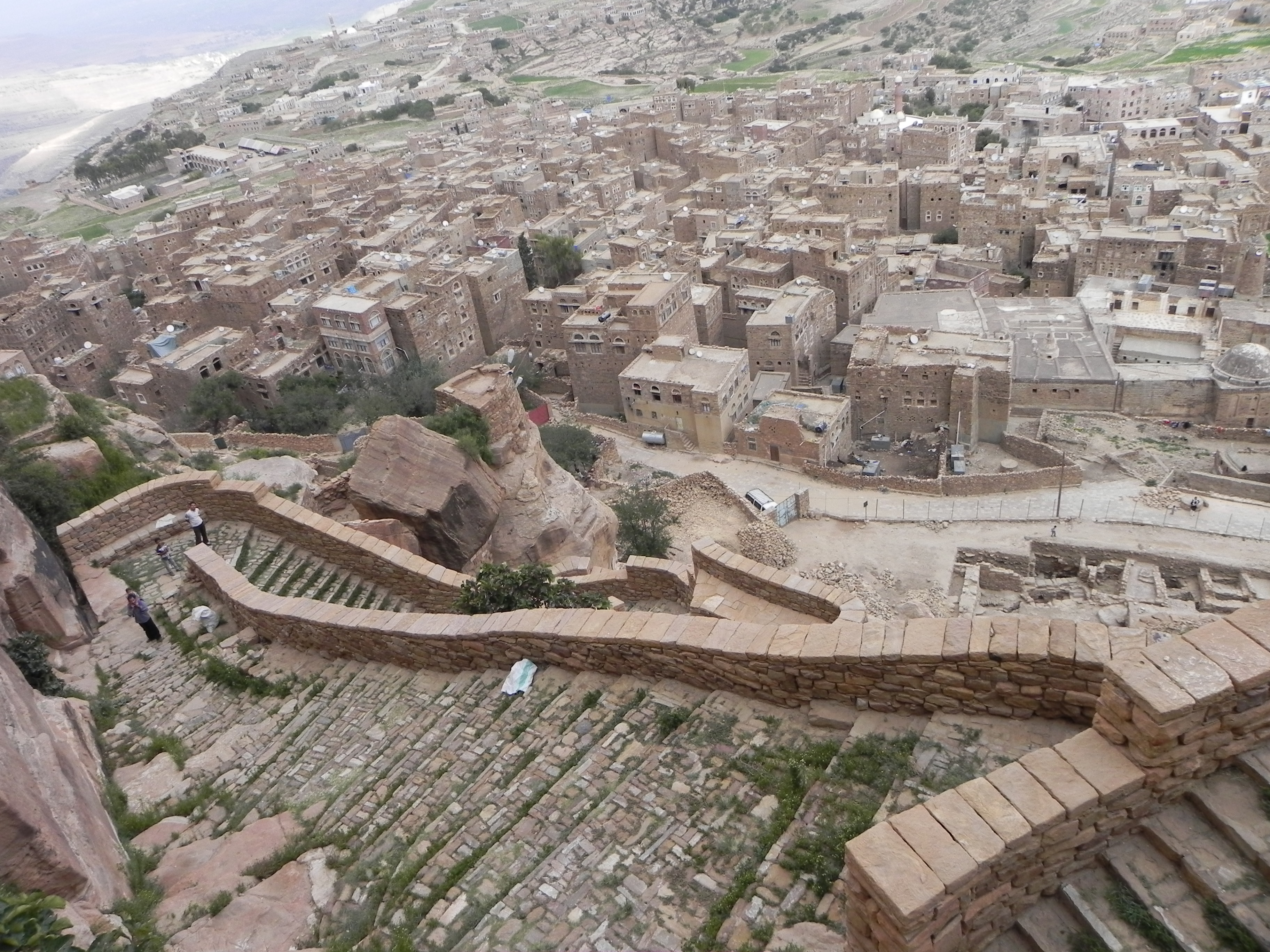
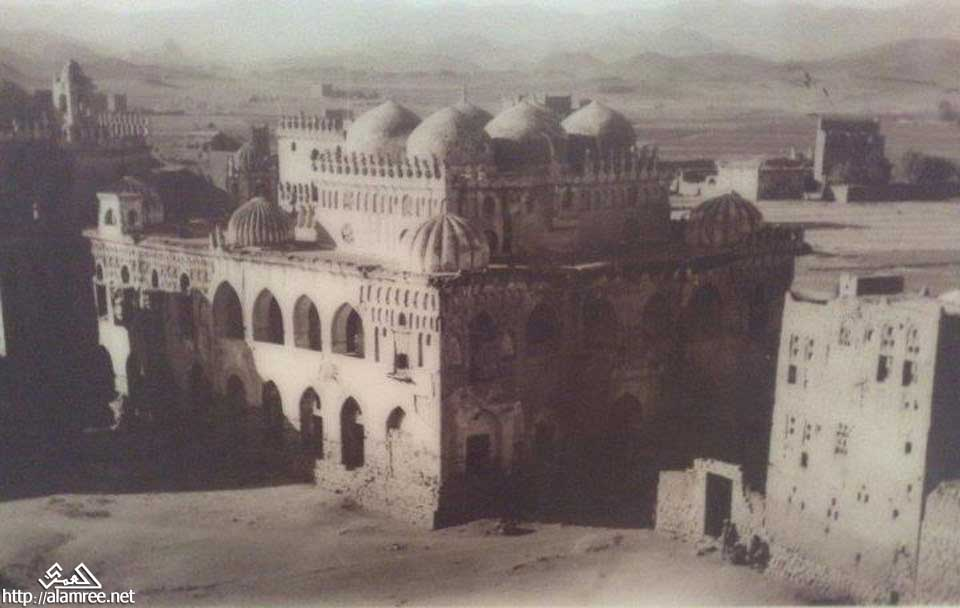
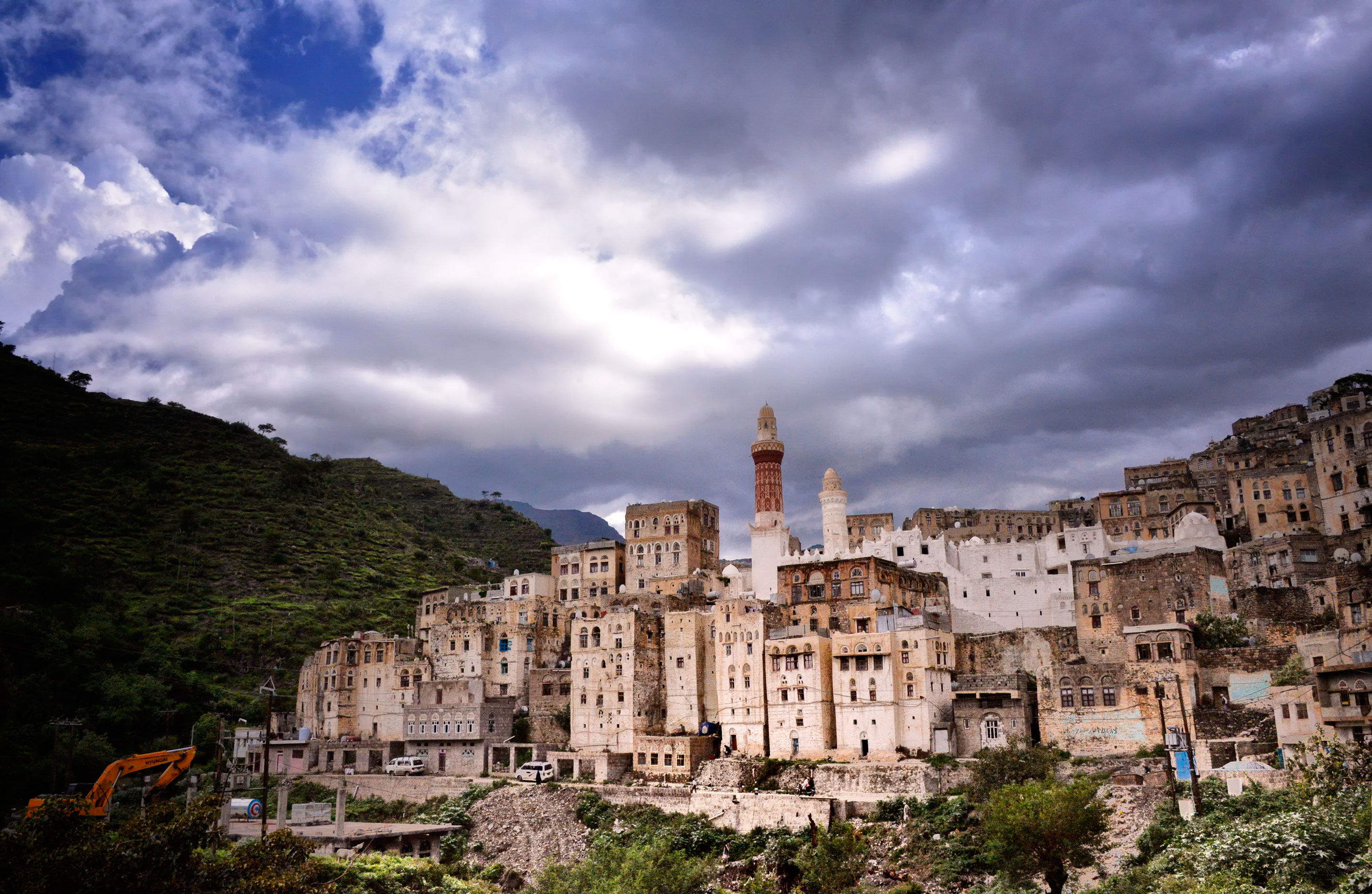
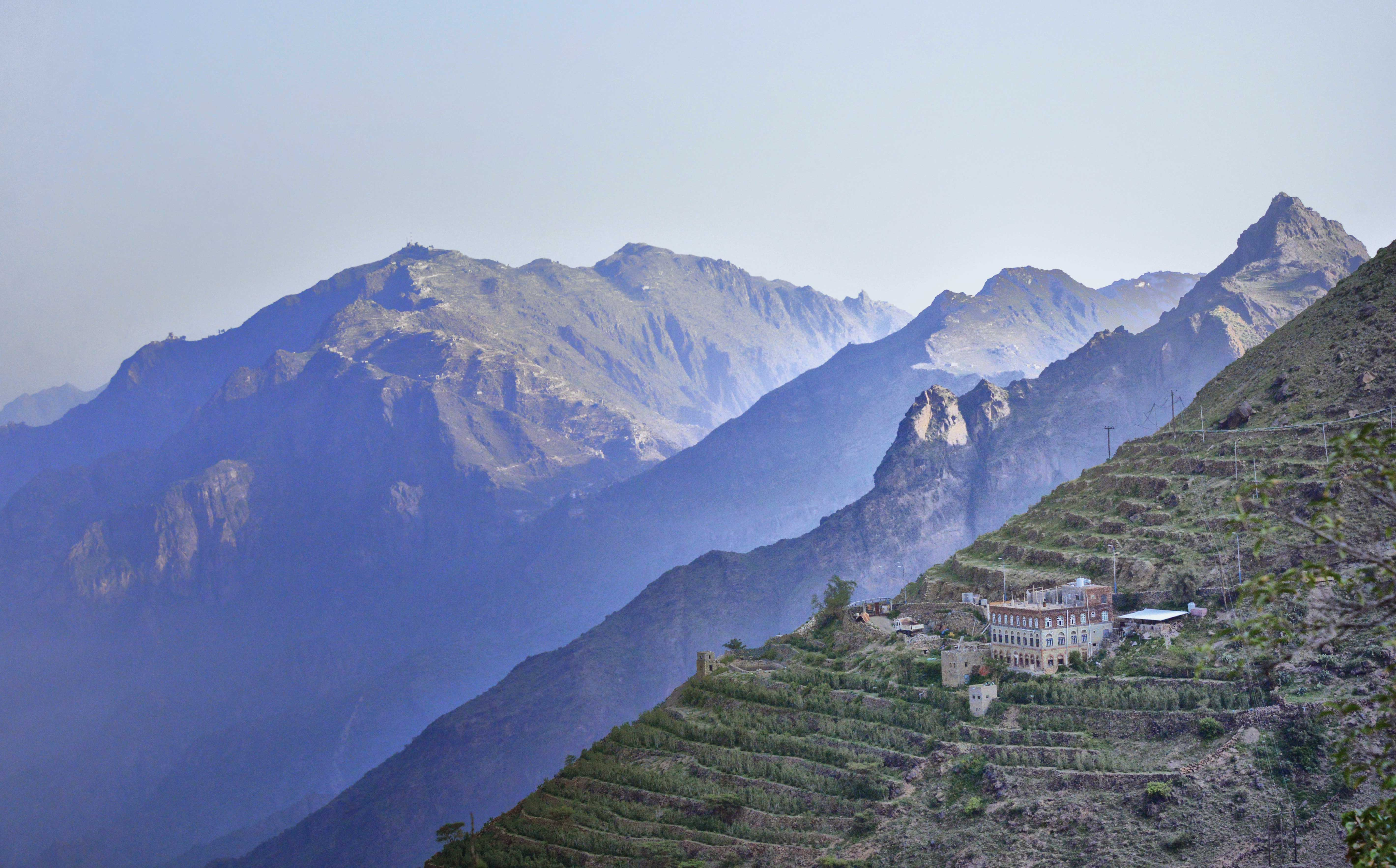
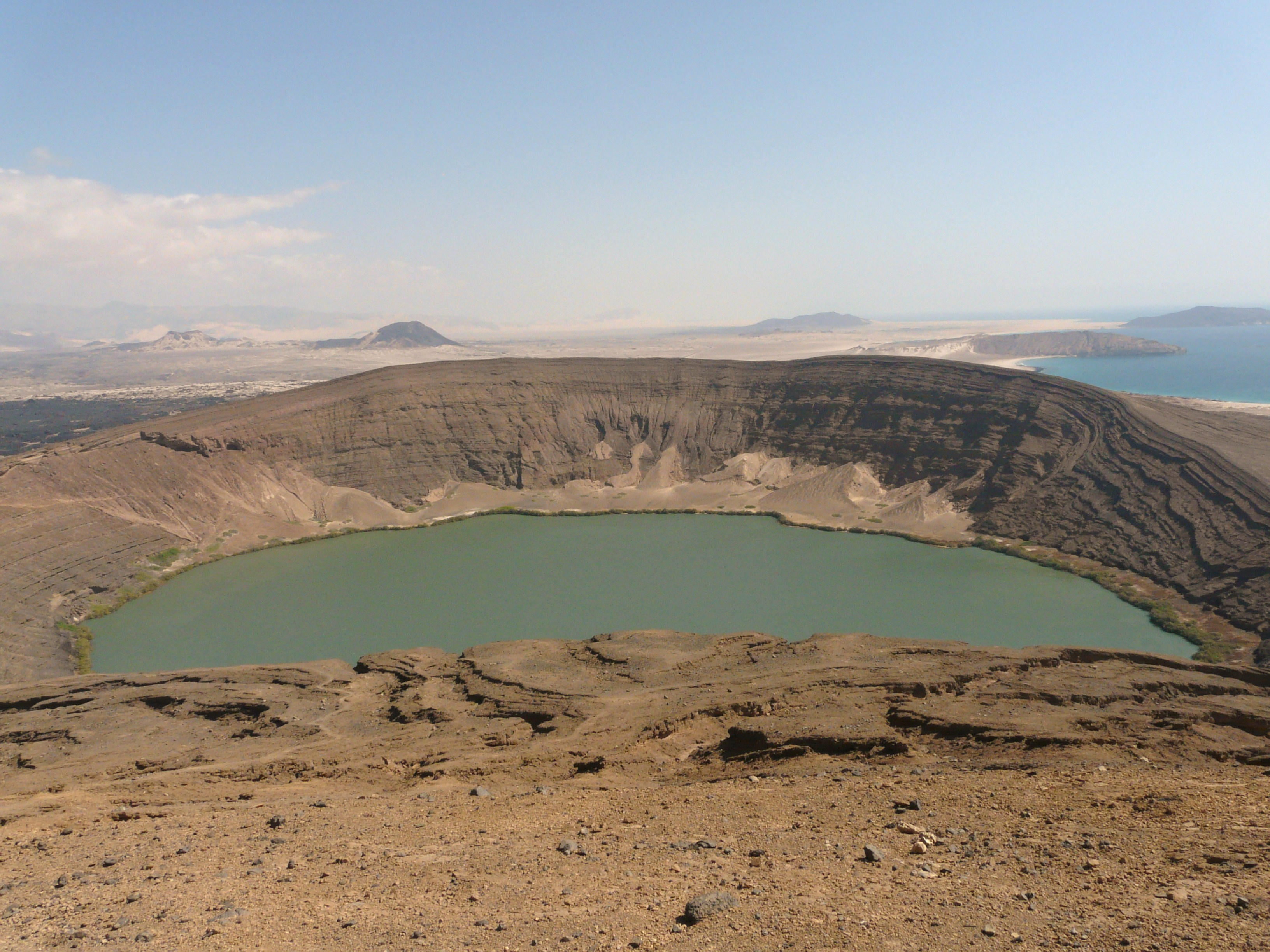
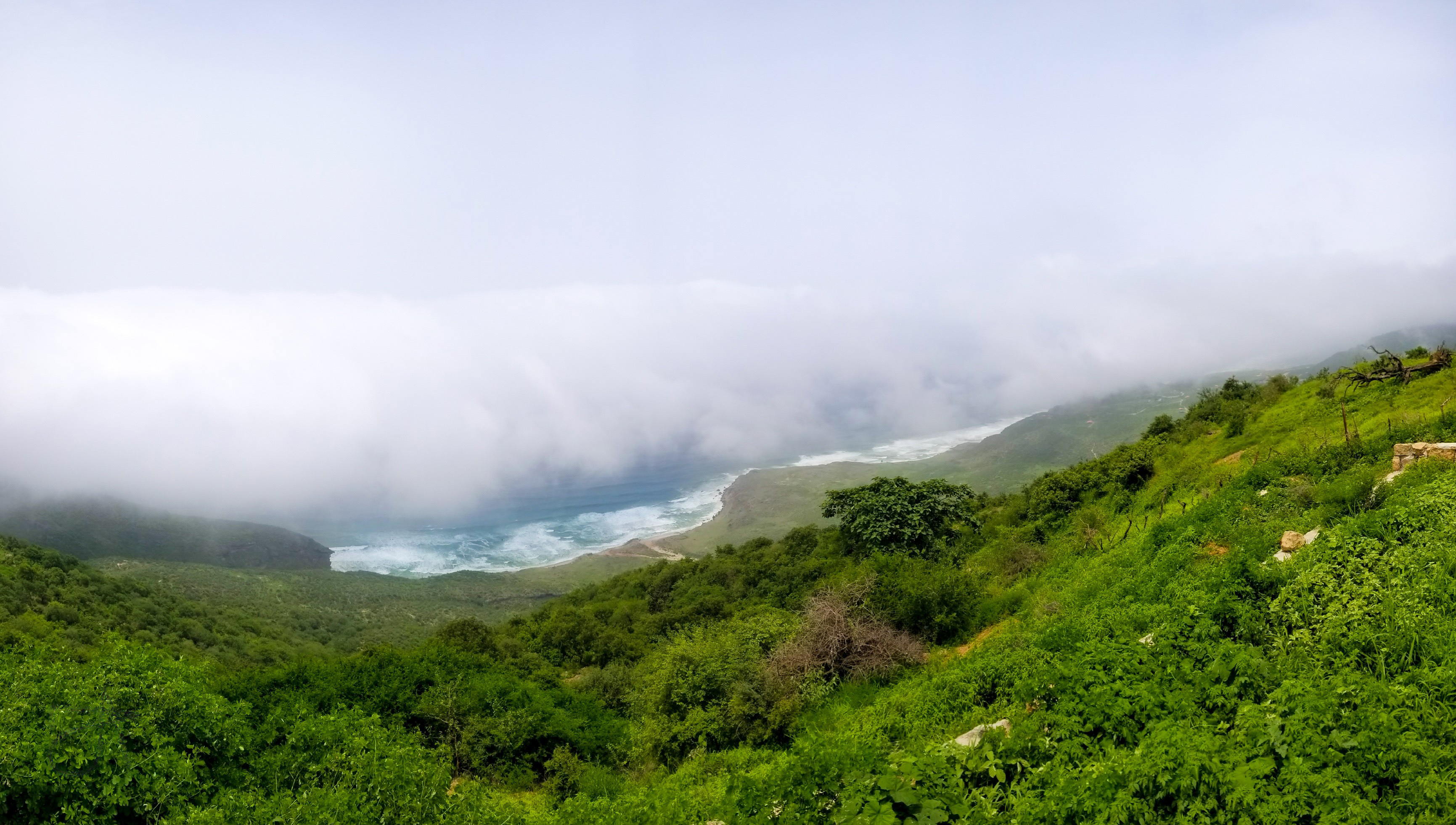